# Thàn mát tro
Thàn mát tro hay mát tro, lăng yên tro, kê huyết đằng núi, máu gà núi (danh pháp khoa học: Callerya cinerea) là một loài thực vật có hoa trong họ Đậu. Loài này được George Bentham mô tả khoa học đầu tiên năm 1852 dưới danh pháp Millettia cinerea. Năm 1994, Anne M. Schot chuyển nó sang chi Callerya.
Trong tiếng Trung nó được gọi là 灰毛鸡血藤 (hôi mao kê huyết đằng), nghĩa là dây máu gà lông màu tro.

## Phân bố
Loài này có tại Ấn Độ (Assam), Bangladesh, Campuchia, Đông Himalaya (Bhutan, Nepal), Lào, bán đảo Mã Lai, Myanmar, Thái Lan, Trung Quốc (Hoa Nam, Tây Tạng), Việt Nam.

## Mô tả
Cây bụi, leo bám, đến 6 m. Thân cây thon búp măng, xù xì, có gờ, non có lông sau nhẵn nhụi. Lá có 5 lá chét; trục cuống 15-25 cm, gồm cả cuống lá chét 3-4 cm; lá kèm nhỏ ~4 mm; cuống ~ 4 mm; phiến lá chét hình trứng ngược-elip, cặp lá chét ở đáy ~5,5 × 3 cm, cặp lá chét ở bên và lá chét tận cùng ~15 × 7 cm, với các lá chét bên hơi nhỏ hơn lá chét tận cùng, dạng giấy, mặt xa trục thưa lông cứng và đặc biệt rõ trên các gân lá, mặt gần trục nhẵn nhụi ngoại trừ gân giữa, đáy hình nêm rộng, thuôn tròn, hoặc hiếm khi gần hình tim, đỉnh nhọn. Chùy hoa ở đầu cành, 10-15 cm; các cành nhỏ ra hoa lan rộng đến 6 cm, với các thể dạng lông (trichome) áp ép dày đặc. Hoa 1,2-1,6 cm. Tràng hoa màu từ đỏ đến tím cẩm quỳ; hình trứng tiêu chuẩn, mặt ngoài có lông lụa màu rỉ sét, đáy dày và có khía. Bầu nhụy có cuống ngắn, có lông măng, với 5-7 noãn. Quả đậu thẳng-thuôn dài, ~13 × 2 cm, phồng lên nhưng thu nhỏ lại ở khoảng giữa các hạt, rậm lông tơ màu xám. Hạt 1-4 mỗi quả đậu, màu tím sẫm, hình elipxoit, ~1,4-1,8 cm. Ra hoa tháng 2-7, tạo quả tháng 8-11.

## Môi trường sống
Rừng lá rộng thường xanh thứ sinh cạnh các khe núi; ở cao độ 500-1.200 m.